# Надсвирване в Стамболово
Надсвирването в Стамболово е фестивал на сватбарската музика, провеждан в Стамболово, България, от 1985 година.
Надсвирването, наричано официално Национална среща на оркестрите за народна музика, е организирано за пръв път на 16 – 17 септември 1985 година като продължение на предходни събития в Дълбок извор и Първомай. Замислено е от режима като опит да се канализира развитието на жанра на сватбарската музика, който придобива голяма популярност през 80-те години, но е маргинализиран от официалните медии и форуми за народна музика. Фестивалът има конкурсен характер, като журитата си поставят за цел да се борят с неодобрявани от властите черти на сватбарската музика – „ориентализми“, „цигания“, „самоцелен техницизъм“, „песни със съмнителен произход и уродливи текстове“.
Въпреки това надсвирванията събират голяма публика и представят периодично на сцената си водещите изпълнители на сватбарска музика, като Оркестър „Тракия“ на Иво Папазов, Оркестър „Младост“ на Иван Милев, Оркестър „Канарите“ на Атанас Стоев.
Служители от Балкантон присъстват на две от надсвирванията — 1986-та и 1988-ма година. Те правят записи с тонвагена на фирмата (преносимото студио), като в последствие Балкантон издава двоен албум “Стамболово” ‘86 и “Стамболово” ‘88. Двата албума са с изключителна рядкост и са обект на колекционерска стойност. Освен плочите, документалните записи на групите се тиражират и на касетки отново голяма рядкост в музикалните среди.
През 80-те и 90-те години са проведени осем надсвирвания, последвани от един по-късен опит за възстановяване на събитието:
- 16 – 17 септември 1985
- 20 – 21 септември 1986
- 1988
- 1990
- 1992
- 1994
- 1996
- 1998
- 26 – 27 септември 2014